# حارة الرياحين (صنعاء)
حارة الرياحين هي إحدى حارات حي صرف بمديرية شعوب إحد مديريات العاصمة اليمنية صنعاء، بلغ تعداد سكانها 298 نسمة حسب تعداد اليمن لعام 2004.